# オリオンホース
オリオンホース（1960年 - 1976年）は、日本の競走馬・種牡馬。1964年の東京大賞典の勝ち馬である。3つ上の全兄に1961年度啓衆賞年度代表馬ホマレボシ、そのほかの兄弟に半姉のミスホクオー（優駿牝馬3着）などがいる。
※馬齢は当時の基準（数え年）にて表記する。
当初中央競馬に所属し、カツミドリの名で走っていたが、6戦して1勝しかできなかった。その後、4歳時に船橋競馬場に転厩。オリオンホースと名を変え、南関東4場で出走するや1964年の公営日本一を受賞するなど大きく活躍した。大きなレースでは、1964年の東京大賞典、1964年と1965年の報知オールスターカップに勝利している。この他、1964年の東京オリンピック特別2着などがある。
1965年に引退。その後は種牡馬となり、ホウユウヒダカ（ダイオライト記念、ゴールドカップ）などの産駒を得た。1976年に死亡した。

## 血統表
全兄ホマレボシを参照